# Lophanthera
Lophanthera là một chi thực vật có hoa trong họ Malpighiaceae.

## Hình ảnh

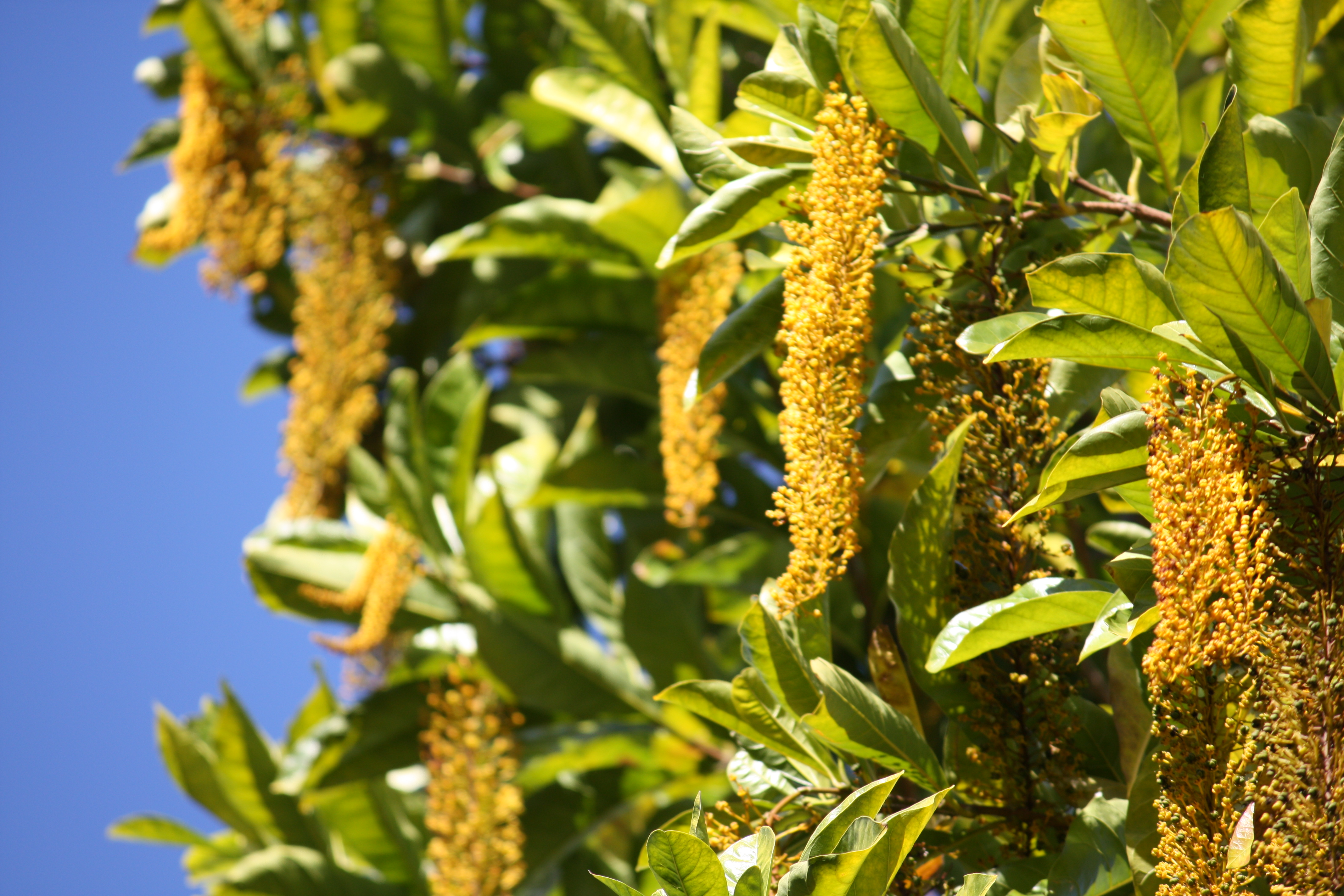

## Loài
Chi Lophanthera gồm các loài: